# فيتوريو أماندولا
فيتوريو أماندولا (بالإيطالية: Vittorio Amandola)‏ هو ممثل إيطالي، ولد في 4 نوفمبر 1952 في إيطاليا، وتوفي في 22 يوليو 2010 بروما في إيطاليا بسبب سرطان.

## أعمال

### أفلام
- (2001) القبلة الأخيرة[4]

## وصلات خارجية
- فيتوريو أماندولا على موقع IMDb (الإنجليزية)
- فيتوريو أماندولا على موقع ألو سيني (الفرنسية)
- فيتوريو أماندولا على موقع ميوزك برينز (الإنجليزية)
- فيتوريو أماندولا على موقع أول موفي (الإنجليزية)
- فيتوريو أماندولا على موقع قاعدة بيانات الفيلم (الإنجليزية)
- فيتوريو أماندولا على موقع كينوبويسك (الروسية)
- فيتوريو أماندولا على موقع ANN person (الإنجليزية)